# Éric Deflandre
Éric Deflandre (Rocourt, 4 de Agosto de 1973) é um ex-futebolista belga,que jogava como lateral-direito.

## Títulos
- Campeonato belga - 1998
- Superocopa da Bélgica - 1998
- Liga Francesa - 2002, 2003 e 2004
- Copa da Liga francesa - 2001
- Superocopa da França - 2003

1. ↑  Le Figaro: Le football, solide trait d'union en Belgique 27/12/2007 "le sport le plus populaire de la planète serait un frein pour reculer l'hypothèse d'une scission qui se concrétiserait éventuellement par deux championnats et deux sélections comme en République tchèque et en Slovaquie, selon Éric Deflandre, l'ex-Lyonnais, capé plus de soixante fois aux origines paradoxalement wallonnes."